# Pseudocheilinus citrinus
Pseudocheilinus citrinus is een  straalvinnige vissensoort uit de familie van lipvissen (Labridae). De wetenschappelijke naam van de soort werd voor het eerst geldig gepubliceerd in 1999 door John Ernest Randall.
De soort staat op de Rode Lijst van de IUCN als niet bedreigd, beoordelingsjaar 2009.